# K-E Övgårds minne
K-E Övgårds minne är en utmärkelse och pokal som delas ut till den segelflygare som under året erhållit högsta höjdvinst i lävågor i Sverige.
Priset som inrättades för att hedra Karl-Erik Övgård är ständigt vandrande och utdelas i samband med Segelflygets årliga Billingehuskonferens.

## Pristagare
1953 J Ehrenström 

1954 Billy Nilsson 

1955 L Johannesson 

1956 Nils Persson 

1957 K-I Jonsson 

1958 Ingen notering 

1959 Ingen notering 

1960 Rutger Forss 

1961 J Backholm 

1962 Yngve Axner 

1963 Hans Tammert 

1964 Christer Björk 

1965 Åke Svensson 

1966 Hans Tammert 

1967 Per Hultmark 

1968 Åke Svensson 

1969 Åke Svensson 

1970 Åke Svensson 

1971 Åke Svensson 

1972 Egon Andreasson 

1973 Egon Andreasson 

1974 Hans Köpcke 

1975 Hans Köpcke 

1976 Bengt Göök 

1977 Åke Svensson 

1978 Åke Svensson 

1979 Uldis Sisins 

1980 Åke Svensson 

1981 Åke Svensson 

1982 Göran Zachau 

1983 Åke Svensson 

1984 Olof Norén 

1985 Åke Svensson 

1986 Per Fornander 

1987 Patrik Isaksson 

1988 Henry Leuchovius 

1989 Åke Svensson 

1990 Åke Svensson 

1991 Christer Björk 

1992 Martin Sääf 

1993 Tage Åkesson 

1994 Lars T Johansson 

1995 Håkan Andersson 

1996 Patrik Isaksson 

1997 Åke Svensson 

1998 Jan Nilsson 

1999 Lars Olsson 

2000 Patrik Isaksson 

2001 Björn Larsson 

2002 Stig Hellqvist 

2003 Åke Svensson 

2004 Einar Einarsson 

2005 Åke Svensson 

2006 Åke Svensson 

2007 Åke Svensson 

2008 Henrik Roos 

2009 Åke Svensson 

2010 Lowe Stöckel 

2011 Åke Svensson 

2012 Jan-Ola Nordh 

2013 Lowe Stöckel 

2014 Einar Einarsson 

2015 Kjell Ivarsson 

2016 Åke Svensson 

2017 Erik Klintborg 

2018 Jari Niskanen 

2019 Tor Widman 

2020 Tor Widman 

2021 LG Uhr 

2022 Rogier Woltjer 

2023 Erik Klintborg 